# لاکروئیک اسید
لاکروئیک اسید (به انگلیسی: Lacceroic acid) با فرمول شیمیایی C32H64O2 یک ترکیب شیمیایی با شناسه پاب‌کم 7918 است. که جرم مولی آن ۴۸۰٫۸۵ گرم بر مول می‌باشد. 